# 0ffline
0ffline è un singolo del rapper e DJ producer italiano Thasup, pubblicato il 31 luglio 2020 come unico estratto dalla riedizione del primo album in studio 23 6451.

## Descrizione
Unico inedito contenuto nella riedizione, il brano è stato prodotto dal rapper stesso e ha visto la partecipazione vocale del rapper canadese bbno$.

## Classifiche
| Classifica (2020) | Posizione massima |
| ----------------- | ----------------- |
| Italia            | 11                |